# Jano Monserrate
Alejandro "Jano" Monserrate Pueyo (28 de enero de 2006) es un futbolista que juega como centrocampista en el Atlético Madrileño de la Primera Federación. Es internacional con las categorías inferiores de la España.

## Biografía
Monserrate nació en Monzalbarba, barrio de Zaragoza en 2006. Tras jugar en las categorías inferiores del Real Zaragoza, en 2024 llegó a la cantera del Club Atlético de Madrid para jugar con el Juvenil A. Desde la temporada 2024/2025 es jugador del filial rojiblanco en Primera Federación.
Es internacional con las categorías inferiores de la selección española, con la que fue subcampeón del Europeo sub-19 de 2025 disputado en Rumanía.